# 微副棘鮃
微副棘鮃（学名：Citharichthys minutus）為輻鰭魚綱鰈形目鰈亞目牙鮃科的其中一種，為熱帶海水魚，分布於中西大西洋委內瑞拉海域，棲息在底層水域，生活習性不明。
其种加词“minutus”意为“微小的”。